# Hechicero

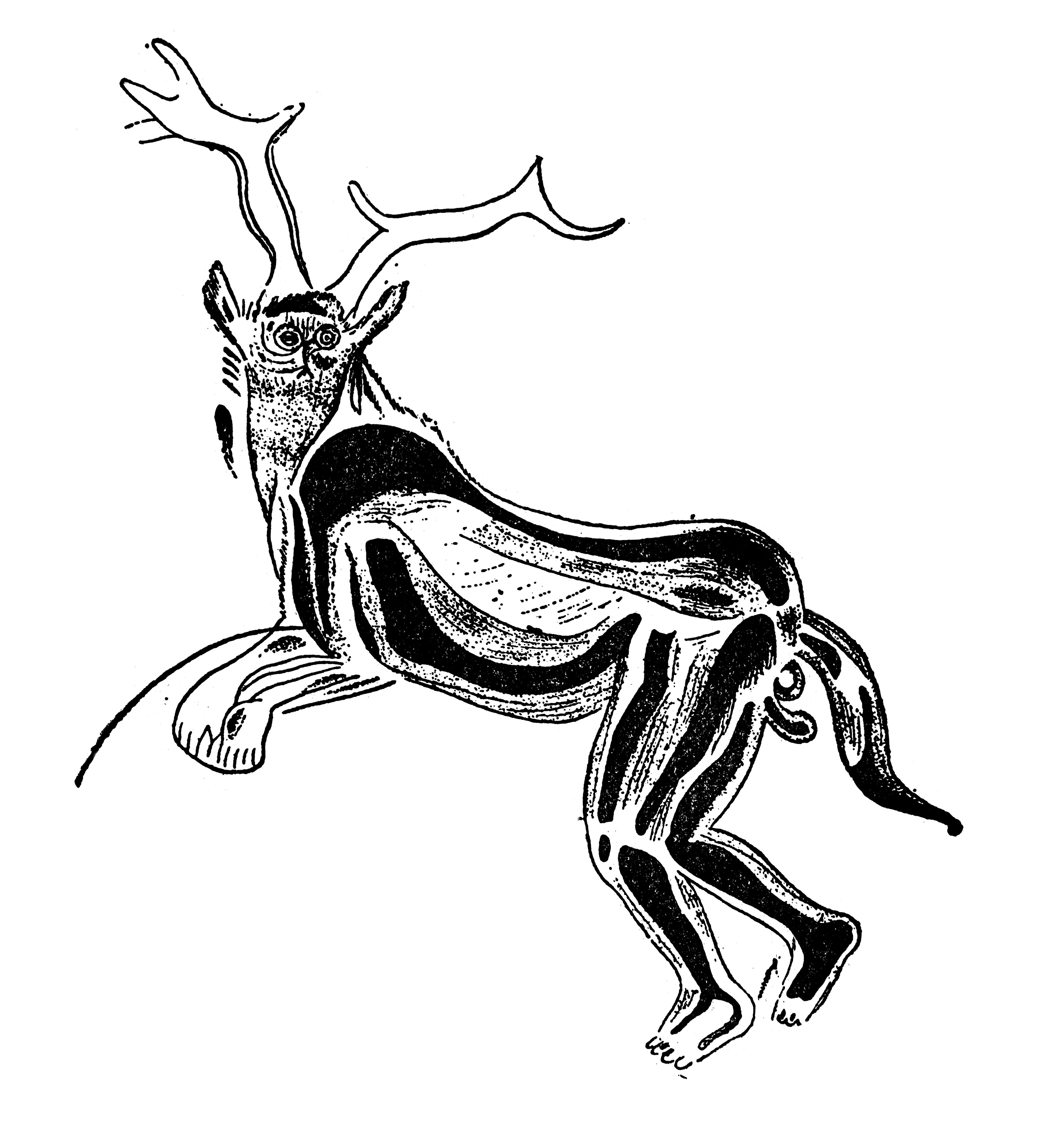
Hechicero o dios Astado de la Gruta de Trois Frères.

El hechicero es un hombre al que se le atribuye la capacidad de modificar la realidad o la percepción colectiva de ésta de maneras que no responden a una lógica causal, lo que se puede expresar finalmente, por ejemplo, en la facultad de curar, de comunicarse con los espíritus o dioses y de presentar habilidades visionarias y adivinatorias. El hechicero está presente principalmente en sociedades arcaicas, aunque muchas comunidades en la actualidad todavía presentan esta figura encargada de realizar dichas tareas, especialmente en tribus o pueblos originarios que mantienen sus tradiciones y creencias desde la antigüedad.
En las sociedades primitivas, al hechicero se le atribuían diversas funciones, tales como sacerdote, chamán, mago, curandero o médico, e incluso en algunas culturas se creía también que podían indicar en qué lugar se encontraba la caza y  alterar los factores climáticos, razón por la cual ocupaba una posición muy importante en la comunidad.

## Rol y posición en la sociedad
En la sociedad primitiva, el hechicero era respetado y temido. Poseía conocimientos misteriosos,  múltiples facultades, lograba comunicarse con el mundo sobrenatural, rompía maleficios y ahuyentaba demonios y encolerizadas divinidades.
El hechicero no cumplía solamente una función, sino que realizaba una serie de múltiples tareas en torno al ámbito mágico, religioso y político; es por esto que se le considera ser precursor de muchas profesiones de la actualidad, como sacerdote, médico, juez, ministro de asuntos exteriores, de defensa, etc. En muchas sociedades, el hechicero solía ser el encargado de tomar las decisiones más importantes, pudiendo reinar sobre su tribu, por lo que, obviamente, su posición era mucho más significativa que la del médico o la del sacerdote en la sociedad moderna. La jurisdicción del hechicero no tiene siempre el mismo alcance, sino que varía según cada tribu y época, sin embargo, en la mayoría de las sociedades cumplía generalmente funciones muy similares. Es así como esta figura podía, además de ser el jefe de la tribu, realizar y supervisar todo tipo de ritos y tradiciones religiosas y mágicas y, al mismo tiempo, fomentar la enseñanza a nuevas generaciones; preocuparse y atender al bienestar físico y espiritual de todos los miembros, cumpliendo así la función de médico; tenía también la tarea de decidir cuándo iniciar o concluir las incursiones bélicas, pudiendo dictar sentencias contra malhechores y prevaricadores. Como representante de la tribu, el hechicero además mantenía contacto con los de otras tribus vecinas, supervisaba el intercambio con éstas y velaba por la obtención de buenas cosechas.
Es por esto que en momentos de crisis toda la confianza recaía en el hechicero, pudiendo llegar a alcanzar un poder ilimitado, depositándose en él todas las esperanzas de salvación. Esta fama hacía que se refuerce aún más el aplome del hechicero, sin embargo, todos sus éxitos podían verse empapados por el orgullo, incidentes o abusos del hechicero, lo que llevaría a la venganza de su gente, que lo acosará e incluso matarán.

## El médico-hechicero
El hechicero cabal era maestro en magia negra y magia blanca. La magia negra sirve al mal: el individuo hechizado debía enfermar o incluso morir. Por el contrario, la magia blanca perseguía el bien de una forma u otra: las enfermedades desaparecían por encanto. El hechicero no sabía de justicia ni injusticia, el fin de servir a la tribu consagraba sus medios.
Una de las tareas más importantes del hechicero era servir a la comunidad en cuanto a su bienestar físico y espiritual, por lo que era denominado el médico de la tribu. Naturalmente, la medicina que ejercía el hechicero estaba siempre ligada a las creencias mágico-religiosas, ya que tenía ciertas capacidades exclusivas que no poseía el resto de la gente, tales como la facultad de comunicarse con espíritus y de realizar ritos para sanar a los enfermos. Aunque las ideas médicas en todo lugar y época fueron originadas y estuvieron impregnadas por el sistema mental del pueblo que las creara, la mentalidad del primitivo era de naturaleza mística, pues consideraba espiritualizada toda la naturaleza sin que existiera separación entre los hechos naturales y los sobrenaturales, pues se complementaban. Los primitivos acudían al hechicero cuando presentaban dolencias graves con causas desconocidas; dolores agudos, fiebre, hemorragia, vómitos, desvanecimientos, consunción, etc.
El objetivo del médico-hechicero para todas las culturas era siempre curativo, adivinatorio o de simple demostración mágica y que se valía de la sugestión del paciente, al mismo tiempo que se establecía conexión con los espíritus; este complejo recibe el nombre de chamanismo, por lo que hechicero y chamán se reconocen como dos términos distintos. Por lo general, el hechicero solo conocía unas cuantas fórmulas y recetas mágicas que remedian muy pocas enfermedades, y debido a que su erudición es muy limitada, solo se dedicaba a sanar ciertas enfermedades. Por esto mismo, también existía la figura del chamán que servía como un tipo de especialista; el chamán necesitaba sufrir una especie de enfermedad mental durante su aprendizaje en la pubertad, previo a su iniciación, lo que era la principal diferencia entre él y el hechicero ordinario. Aunque el chamán es un personaje típico de las tribus siberianas y esquimales, suele existir también en regiones tropicales, en tribus americanas y oceánicas. El chamán tenía tareas más específicas: por sugestión e hipnotismo, o en algunos casos por embriaguez producida por plantas estupefacientes o alcohol y narcóticos para provocar la alucinación, producía curas y provoca estados colectivos durante los cuales hacía ver lo que él quería, entrando en un estado anímico particular y luego en trance cada vez que necesitaba comunicarse con los espíritus para realizar una sanación, y usando una indumentaria singular durante las ceremonias rituales: usaba máscaras, túnicas y botas con dibujos simbólicos, campanillas y toda clase de objetos tintineantes. De esta forma, realizaba danzas, gritos, gemidos y cánticos, cayendo en éxtasis.

### Métodos terapéuticos
La falta de registros y la destrucción natural genera una confusión sobre las fechas, las técnicas y los causantes de los diversos métodos prehistóricos médicos. Sin embargo, es, de igual manera, posible obtener indicios de éstos mediante el estudio del hechicero y sus instrumentos.
El hechicero llevaba consigo un sinnúmero de elementos que utilizaba para ejercer su poder mágico. Entre ellos encontramos huesos, dientes, garras de fieras, conchas de caracol, raíces secas, piedras y cuentas de vidrios. Todos estos elementos eran utilizados para hacer pócimas, para la adivinación y para crear una atmósfera de misticismo con el fin de curar los males.
El hombre prehistórico pensaba que las enfermedades se originaban por maleficios, castigos de dioses, por obrar incorrectamente o haber roto alguna regla sagrada, por lo tanto, el hechicero, para sacar el mal, tenía que indagar en la vida del paciente y averiguar de qué forma podía contrarrestar lo que había hecho este. Sin tener esta información, el hechicero no podía ejercer su oficio. Algunas técnicas de diagnóstico involucraban a los oráculos, la astrología, los sueños y los trances.
Para tratar las heridas, en su mayoría, no se acudía al hechicero, puesto que era de conocimiento general lo que se debía hacer: la aplicación de calor en zonas inflamadas, masajes y fricción, la hidroterapia de manantiales y aguas termales, las inhalaciones, las gárgaras y fumigaciones, los supositorios, las instilaciones a los ojos y las decocciones. Era el rol del hechicero luchar contra las fuerzas de la naturaleza (lo desconocido) y dominar o apaciguar a los espíritus y demonios para poder sanar al paciente. Realizaba sacrificios en honor a los dioses y examinaba los órganos (generalmente de animales) para adivinar las causas de la enfermedad y así poder tratarla. Para poder combatir contra estos poderes sobrenaturales, el hechicero hacía uso de talismanes, amuletos, cantos, rezos y oraciones; todo para poder crear esta fantasía en la cual involucraba al paciente, lo cual era la clave del poder médico primitivo, puesto que así se liberaba la fuerza psíquica del enfermo, activando con sus ritos e influencia mágica, los recursos curativos del subconsciente individual y colectivo.
El rito era un acto de carácter ceremonial y mágico en el cual el paciente o el hechicero entraban en un estado de trance, producto de estupefacientes, alcohol y alucinógenos. Todo estaba preparado con el fin de provocar la alucinación. Con esto el hechicero se comunicaba con los espíritus, viajaba hacia arriba (cielo) o abajo (infierno), veía signos y señales, los cuales interpretaba y así lograba saber qué fue lo que había afectado al paciente. Del mismo modo, el paciente también podía entrar en trance, lo que aumentaba la credibilidad del hechicero y, al mismo tiempo, le permitía encontrar alguna respuesta al malestar que sentía, explicando así lo soñado o alucinado. El rito también se acompañaba por danzas, cantos, rezos y oraciones, junto a la música de un tambor, todo lo cual ayudaba a involucrarse más y más en el proceso. Además de esto los hechiceros usaban la meditación o auto hipnosis.

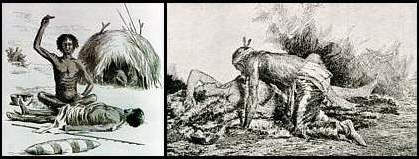
Los curanderos étnicos utilizaban métodos de succión con piedras para extraer el mal.

Para extraer el mal se realizaba la "succión de piedras", que consistía en colocar a la persona enferma en el suelo para luego proceder a extraer los males. Para esto, el hechicero se colocaba encima de la persona y succionaba en los lugares del cuerpo afectado y de vez en cuando escupía astillas, huesecillos o piedras; a estas últimas se le atribuía la enfermedad y los dolores. Con frecuencia la succión se prolongaba hasta la extravasación de sangre, algunos hechiceros aplicaban ventosas elaboradas con cuernos de buey o búfalo para conducir la sangre hacia afuera del cuerpo. Por supuesto, los cuerpos extraños extraídos aparentemente mediante succión directa, ventosas, masajes o golpeteo, no procedían del paciente, sino de la bolsa del hechicero. Esto revela que la succión de piedras era un manipuleo simbólico estrechamente ligado a los ritos. Así, el cuerpo extraño no se introducía en el enfermo de forma natural, sino por conducto mágico y, por lo tanto, para extraerlo se requería de un sistema análogo. El hechicero creía que el cuerpo extraño en su boca atraía al cuerpo extraño alojado dentro del enfermo, y así ambos se fundían mágicamente.
La terapéutica quirúrgica del hombre prehistórico comprendía las sangrías, las incisiones para abscesos y tumores, la desinfección y curación de heridas, la laparotomía en heridas graves, los torniquetes y compresas, la circuncisión y el entablillado. Otra técnica que se realizaba era la trepanación, llevada a cabo por muchas culturas y con diversos instrumentos. Esta consistía en hacer un foramen en el cráneo con la finalidad de curar el maleficio. Se creía que por ese lugar escaparía el demonio y así se curaría la enfermedad. El porcentaje de supervivencia tras esta técnica estaba entre el 65,5 y 89,9%.
A pesar de realizar estas intervenciones, no se practicaba la amputación ni la extirpación de tumores e intervenciones operatorias en el vientre, solo se realizaba la amputación por motivos religiosos o como castigo, pero nunca como intervención médica. Incluso se prefería dejar morir al herido con un miembro destrozado o gangrenoso antes que amputárselo, ya que el hombre prehistórico imaginaba que al morir su cuerpo estaría incompleto en el mundo sobrenatural y, por esto mismo, rechazaba incluso la extracción de piezas molares.
En la terapéutica farmacológica de la prehistoria se puede encontrar también los orígenes de la fitoterapia o herbolaria, la ciencia del uso extractivo de plantas medicinales o sus derivados con fines terapéuticos para prevención o tratamiento de patologías. Se ha determinado que un 80 a un 90% de estas plantas usadas tenían las propiedades que se les atribuían. Estas se buscaban de manera instintiva y en su hallazgo intervenía más la causalidad que el conocimiento, luego se seleccionaban a base de experiencia y observación. Esta ciencia farmacéutica primitiva ha entregado el conocimiento de ciertas drogas usadas en la farmacopea de la medicina científica, tales como la cafeína, el opio, la cocaína, el alcanfor, la quinina, la estrofantina, la ipecacuana, etc. Los indígenas bebían infusiones o extractos líquidos de origen vegetal cuando percibían que estaban enfermos, si bien, en su opinión solo actuaba el conjuro mágico o el ritual, mientras que la infusión o extracto como elemento curativo era insignificante. En las acciones del indígena, solamente el observador científico y experimentado distinguía los límites entre la naturaleza y el ámbito sobrenatural. Para el indígena no había frontera alguna: ambos medios se fundían en uno solo.